# Eleccions legislatives noruegues de 1997
Les eleccions legislatives noruegues de 1997 se celebraren el 15 de setembre de 1997 per a renovar els 169 membres del Storting, el parlament de Noruega.

## Resultats
|         |                                                                                        |         |      |       |          |        |
| Partits | Partits                                                                                | Vots    | Vots | Vots  | Escons   | Escons |
| Partits | Partits                                                                                | #       | %    | ± %   | #        | ±      |
|         | Partit Laborista Noruec (Det norske Arbeiderparti)                                     | 904,362 | 35.0 | -1.9  | 65 / 165 | 2      |
|         | Partit del Progrés (Fremskrittspartiet)                                                | 395,376 | 15.3 | +9    | 25 / 165 | 15     |
|         | Partit Conservador (Høyre)                                                             | 370,441 | 14.3 | -2.7  | 23 / 165 | 5      |
|         | Partit Democristià (Kristelig Folkeparti)                                              | 353,082 | 13.7 | +5.8  | 25 / 165 | 12     |
|         | Partit de Centre (Senterpartiet)                                                       | 204,824 | 7.9  | -8.8  | 11 / 165 | 21     |
|         | Partit Socialista d'Esquerra (Sosialistisk Venstreparti)                               | 155,307 | 6.0  | +1.9  | 9 / 165  | 4      |
|         | Partit Liberal (Venstre)                                                               | 115,077 | 4.5  | +0.9  | 6 / 165  | 5      |
|         | Aliança Electoral Roja (Rød Valgallianse)                                              | 43,252  | 1.7  | +0.6  | 0 / 165  | 1      |
|         | Partit dels Pensionistes (Pensjonistpartiet)                                           | 16,031  | 0.6  | -0.4  | 0 / 165  | 0      |
|         | Partit del Districte Rural i Costaner Apolític (Tverrpolitisk kyst- og distriktsparti) | 9,195   | 0.4  | -     | 1 / 165  | -      |
|         | Partit Ambiental Els Verds (Miljøpartiet De Grønne)                                    | 5,884   | 0.2  | +0.1  | 0 / 165  | 0      |
|         | Partit de la Pàtria (Fedrelandspartiet)                                                | 3,805   | 0.1  | -0.3  | 0 / 165  | 0      |
|         | Partit de la Llei Natural (Naturlovpartiet)                                            | 2,207   | 0.09 | +0.01 | 0 / 165  | 0      |
|         | Partit Comunista de Noruega (Norges Kommunistiske Parti)                               | 1,979   | 0.08 | +0.06 | 0 / 165  | 0      |
|         | Partit Cristià Conservador (Kristent Konservativt Parti)                               | 1,386   | 0.05 | -0.03 | 0 / 165  | 0      |
|         | Partit Coalició Nou Futur (Samlingspartiet Ny Fremtid)                                 | 491     | 0.02 | -0.28 | 0 / 165  | 0      |
|         | Aliança Electoral Blanca (Hvit Valgallianse)                                           | 463     | 0.02 | -     | 0 / 165  | -      |
|         | Partit de la Justícia (Rettferdighetspartiet)                                          | 281     | 0.01 | -     | 0 / 165  | -      |
|         | Partit Popular Liberal (Det Liberale Folkeparti)                                       | 258     | 0.01 | -0.02 | 0 / 165  | 0      |
|         | Nens-Ancians (Barn-Eldre)                                                              | 246     | 0.01 | -     | 0 / 165  | -      |
|         | Partit de la Societat (Samfunnspartiet)                                                | 214     | 0.01 | -0.01 | 0 / 165  | 0      |
|         | Total 2,584,161                                                                        | 100%    | 100% | 100%  | 165      | 165    |

## Conseqüències
Tot i que els més votats foren els laboristes noruecs, no tingueren prou majoria per a formar govern, de manera que es formà un govern de coalició del Partit Democristià, el Partit de Centre, i el partit liberal Venstre en la que el democristià Kjell Magne Bondevik fou nomenat primer ministre de Noruega..